# Leif Forsberg
Leif Folke Enar "Lill-Foppa" Forsberg, född 15 april 1963 i Sundsvall, är en svensk före detta fotbollsspelare.
Leif var, precis som sin pappa Lennart, "Stor-Foppa" (född 1928), 17 år vid debuten i GIF Sundsvalls a-lag. 2009 debuterade även Leifs son Emil "Mini-Foppa" Forsberg i GIF Sundsvall som 17-åring.
Leif Forsberg gjorde 1980–2001 cirka 400 matcher för GIF Sundsvall och gjorde därvid 148 mål (seriespel och kval). Det innebär att han är den som har spelat flest A-lagsmatcher för klubben. GIF Sundsvall har valt att pensionera tröjnummer 10 för att hedra Forsbergs insatser.
1988 värvades han till IFK Göteborg, där han blev kvar i två säsonger och hann med att göra två mål på tre matcher i Europacupen, innan han återvände till moderklubben där han var aktiv till 38 års ålder 2001. Totalt blev det sex säsonger i Allsvenskan (två i IFK Göteborg), tre seriesegrar i andradivisionen (1986, 1990 och 1999) samt ett SM-silver i femmannafotboll 1994 (då som målvakt i finalen mot Hammarby i Globen).
Han spelade även sju OS-landskamper 1987-1988 och gjorde två mål. 
Han har efter att han slutade som spelare på hög nivå varit tränare för GIF Sundsvalls juniorer och Alnö IF (2007-). Numera ingår han i GIF Sundsvalls sportkommitté.

## Matcher och mål per säsong
- 2001: 15/4 (Allsvenskan)
- 2000: 10/0 (Allsvenskan)
- 1999: 24/18 (Division 1 norra)
- 1998: 26/9 (Division 1 norra)
- 1997: 16/8 (Division 1 norra)
- 1996: 21/6 (Division 1 norra)
- 1995: 25/7 (Division 1 norra)
- 1994: 24/6 (Division 1 norra)
- 1993: 25/10 (Division 1 norra)
- 1992: 20/5 (Division 1, Vårettan/Höstettan norra)
- 1991: 18/3 (Allsvenskan), 12/3 (Kvalsvenskan)[8]
- 1990: 25/13 (Division 1 norra), 2/1 (Kval till Allsvenskan)[9]
- 1989: 7/0 (Allsvenskan)
- 1988: 19/2 (Allsvenskan) och 3/2 (Europacupen)[6]
- 1987: 22/7 (Allsvenskan)
- 1986: 26/5 (Division 2 Norra)
- 1985: 22/14 (Division 3 mellersta Norrland) och 2/1 (Kval till division 2)
- 1984: 22/11 (Division 3 södra Norrland)
- 1983: 15/6 (Division 3 södra Norrland)
- 1982: 21/11 (Division 3 södra Norrland)
- 1981: 7/1 (Division 2 Norra)[10]
- 1980: 6/0 (Division 2 Norra)

Källa: Elite Football